# Bob Boyd

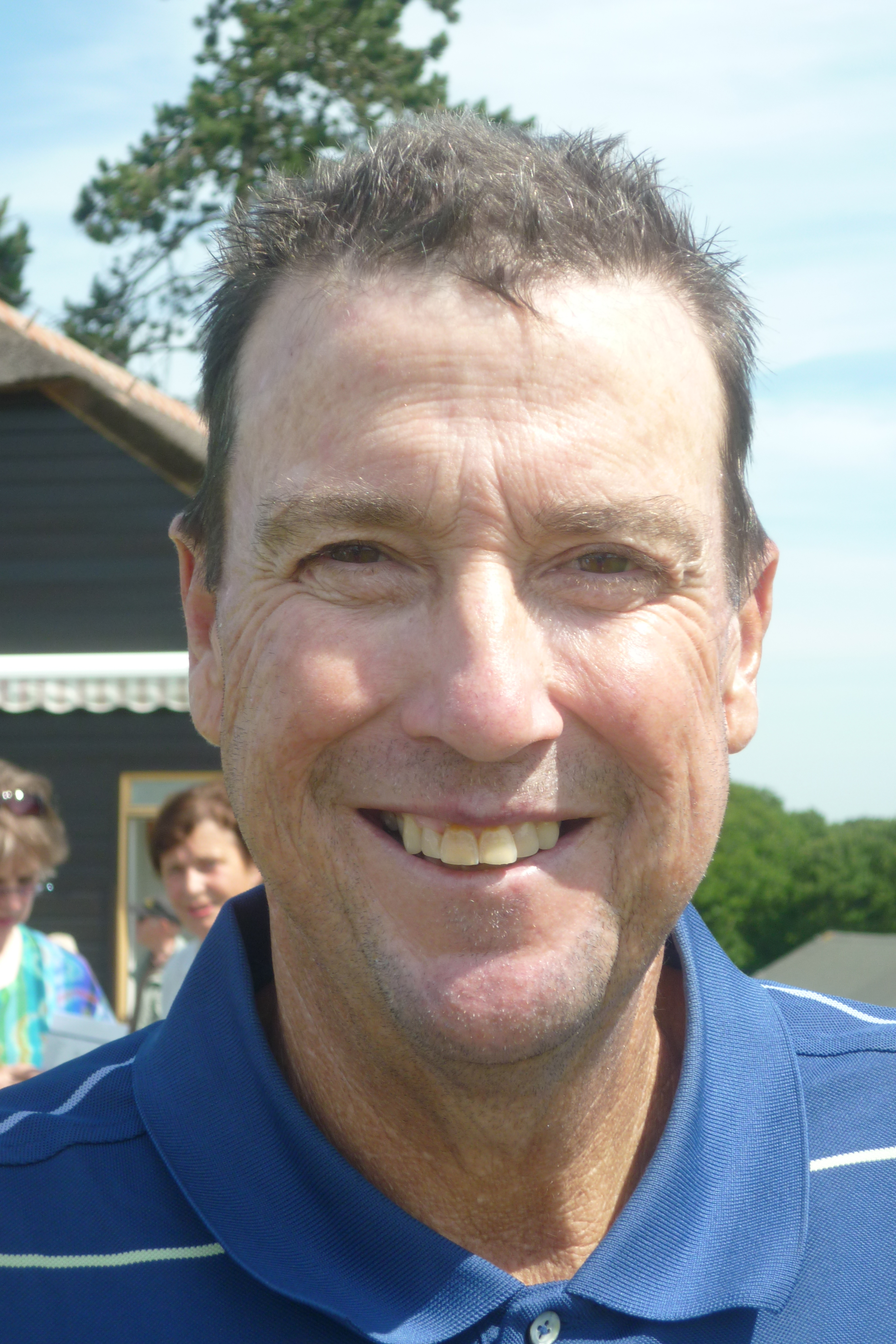
Dutch Senior Open 2010.

Bob Boyd (Mount Olive, North Carolina, 29 juli 1955) is een Amerikaans professioneel golfer.
Boyd werd in 1977 professional. In 2004 won hij de Tourschool met 7 slagen voorsprong en kreeg een tijdelijke spelerskaart voor de Europese Senior Tour omdat hij nog geen 50 jaar was. In 2005, zijn rookie-jaar, won hij het Open de España Senior.
In 2006 werd acute myeloïde leukemie vastgesteld. Hij kreeg in juni 2006 beenmergtransplantatie en herstelde. In december 2007 won hij het Carolina PGA Senior Open en in 2008 kwam hij terug op de Tour.
In 2009 kwam hij tweemaal in een play-off. Op het Iers Senior Open verloor hij van Ian Woosnam en bij het Bad Ragaz Senior Open verloor hij van John Bland, maar dat jaar eindigde hij op de 18de plaats van de Order of Merit, zijn beste resultaat tot nu toe.

## Gewonnen
- 1995: North Carolina Open
- 2000: North Carolina Open
- 2004: North Carolina Open
- 2004: Sr Tour School Finals
- 2005: Castellon Costa Azahar Open de España
- 2007: Carolina PGA Senior Open